# Brawn GP
Brawn GP  (punim imenom Brawn GP Formula One Team) je bivši konstruktor i momčad u natjecanju Formule 1 koji je pod vodstvom Rossa Brawna povlačenjem Honde krajem 2008. godine kupio momčad i u potpunosti preuzeo postrojenja u Brackleyu, koje je proteklih godina koristila spomenuta Honda, odnosno, još prije momčad BAR-a (koji je opet sve naslijedio od Tyrrella). U svojoj prvoj i jedinoj sezoni u Formuli 1 momčad Brawn GP koristila je Mercedesove motore, jednake onima koji su bili ugrađeni i u McLarenove i Force India bolide.
Momčad je trijumfirala u svom prvom nastupu u utrci Formule 1, dvostrukom pobjedom svojih vozača Jensona Buttona i Rubensa Barrichella na Velikoj nagradi Australije u Melbourneu, dana 29. ožujka 2009., što se zadnji put dogodilo Mercedesovoj momčadi na VN Francuske 1954. godine s vozačima Juanom Manuelom Fangiom i Karlom Klingom. Također, isti pothvat uspjela je ostvariti i momčad Walter Wolf Racinga s Jodyjem Scheckterom na otvorenju sezone 1977., utrkom za VN Argentine, no u tom je slučaju Walter Wolf Racing utrkivao se samo s jednim bolidom i nije ni bio u mogućnosti ostvariti dvostruku pobjedu.
Dana 16. studenog 2009. momčad Brawn GP prestaje i službeno postojati jer Daimler AG u suradnji s Aabar Investments kupuje 75,1% udjela u Brawn GP-u (Daimler AG: 45,1%; Aabar Investments: 30%) i mijenja ime u Mercedes GP. Preostalih 24,9% udjela u timu djele dosadašnji vođe ekipe Ross Brawn i Nick Fry.

## Potpuni popis rezultata u Formuli 1
(legenda) (Utrke označene debelim slovima označavaju najbolju startnu poziciju, dok utrke označene kosim slovima označavaju najbrži krug utrke)
| Godina | Naziv konstruktora/momčadi             | Šasija        | Motor                  | Gume | Vozači             | 1.  | 2.  | 3.  | 4.  | 5.  | 6.  | 7.  | 8.  | 9.  | 10. | 11. | 12. | 13. | 14. | 15. | 16. | 17. | Bodovi | Poredak |
| ------ | -------------------------------------- | ------------- | ---------------------- | ---- | ------------------ | --- | --- | --- | --- | --- | --- | --- | --- | --- | --- | --- | --- | --- | --- | --- | --- | --- | ------ | ------- |
| 2009.  | Brawn-Mercedes Brawn GP Formula 1 Team | Brawn BGP 001 | Mercedes FO108W V8 2.4 | B    |                    | AUS | MAL | KIN | BHR | ŠPA | MON | TUR | VBR | NJE | MAĐ | EUR | BEL | ITA | SIN | JAP | BRA | ABU | 172    | 1.      |
| 2009.  | Brawn-Mercedes Brawn GP Formula 1 Team | Brawn BGP 001 | Mercedes FO108W V8 2.4 | B    | Jenson Button      | 1   | 1   | 3   | 1   | 1   | 1   | 1   | 6   | 5   | 7   | 7   | Ret | 2   | 5   | 8   | 5   | 3   | 172    | 1.      |
| 2009.  | Brawn-Mercedes Brawn GP Formula 1 Team | Brawn BGP 001 | Mercedes FO108W V8 2.4 | B    | Rubens Barrichello | 2   | 5   | 4   | 5   | 2   | 2   | Ret | 3   | 6   | 10  | 1   | 7   | 1   | 6   | 7   | 8   | 4   | 172    | 1.      |